# Nils Wetterholm
Nils Erik Wetterholm, född 20 juli 1996 i Kista församling i Stockholm, är en svensk skådespelare.

## Biografi
Wetterholm är utbildad vid Teaterhögskolan i Luleå mellan 2015 och 2018. Han har medverkat i ett flertal teateruppsättningar såsom exempelvis Arv på Dramaten och Män kan inte våldtas på Södra Teatern. Han har bland annat medverkat i TV-serierna Kalifat och Knutby. Han har huvudrollen som den udda psykologistudenten i den kommande TV-serien The Dance Club.

## Filmografi
- 2020 – Kalifat (TV-serie)
- 2021 – Knutby (TV-serie)
- 2021–2024 – Young Royals (TV-serie)
- 2025 – The Dance Club (TV-serie)
- 2025 – Stenbeck (TV-serie)
- 2026 – The Storm